# Ville de Wyndham
La ville de Wyndham est une zone d'administration locale à l'ouest du centre-ville de Melbourne au Victoria en Australie.
Elle est jumelée avec la ville californienne de Costa Mesa.

## Conseillers
La ville est divisée en trois secteurs :
- Chaffney
- Iramoo
- Truganina

## Quartiers
La ville comprend les quartiers de:
- Cocoroc
- Hoppers Crossing
- Laverton (en commun avec la Ville d'Hobsons Bay)
- Laverton North
- Little River (en commun avec la Ville du grand Geelong)
- Mambourin
- Mount Cottrell (en commun avec le comté de Melton)
- Point Cook
- Tarneit
- Truganina (en commun avec le comté de Melton)
- Werribee
- Werribee Sud
- Wyndham Vale

## Sources et autres références
- (en) Cet article est partiellement ou en totalité issu de l’article de Wikipédia en anglais intitulé « City of Wyndham » (voir la liste des auteurs).